# Basquetebol nos Jogos da Boa Vontade de 1986
A competição de basquetebol feminino nos Jogos da Boa Vontade de 1986 foi disputada entre 05 e 10 de julho como parte dos Jogos da Boa Vontade de 1986. Foi disputado no Olimpiisky Indoor Arena, em Moscou.

## Fase única

### Grupo único
| Pos | Time            | Pts | J | V | V+ | D+ | D | GM  | GS  | SG  |
| --- | --------------- | --- | - | - | -- | -- | - | --- | --- | --- |
| 1   | Estados Unidos  | 10  | 5 | 5 | 0  | 0  | 0 | 391 | 311 | 80  |
| 2   | União Soviética | 8   | 5 | 4 | 0  | 0  | 1 | 356 | 324 | 32  |
| 3   | Brasil          | 6   | 5 | 3 | 0  | 0  | 2 | 399 | 383 | 16  |
| 4   | Bulgária        | 4   | 5 | 2 | 0  | 0  | 3 | 344 | 350 | -6  |
| 5   | Iugoslávia      | 2   | 5 | 1 | 0  | 0  | 4 | 293 | 342 | -49 |
| 6   | Tchecoslováquia | 0   | 5 | 0 | 0  | 0  | 5 | 310 | 383 | -73 |

## Primeira rodada
| 05 de julho | Estados Unidos | 72 – 53 | Iugoslávia | Olimpiisky Indoor Arena, Moscou |
|             |                |         |            |                                 |

| 05 de julho | Brasil | 91 – 84 | Bulgária | Olimpiisky Indoor Arena, Moscou |
|             |        |         |          |                                 |

| 05 de julho | União Soviética | 74 – 61 | Tchecoslováquia | Olimpiisky Indoor Arena, Moscou |
|             |                 |         |                 |                                 |

## Segunda rodada
| 06 de julho | Bulgária | 79 – 52 | Tchecoslováquia | Olimpiisky Indoor Arena, Moscou |
|             |          |         |                 |                                 |

| 06 de julho | Estados Unidos | 91 – 70 | Brasil | Olimpiisky Indoor Arena, Moscou |
|             |                |         |        |                                 |

| 06 de julho | União Soviética | 63 – 52 | Iugoslávia | Olimpiisky Indoor Arena, Moscou |
|             |                 |         |            |                                 |

## Terceira rodada
| 07 de julho | Brasil | 79 – 65 | Iugoslávia | Olimpiisky Indoor Arena, Moscou |
|             |        |         |            |                                 |

| 07 de julho | Estados Unidos | 78 – 70 | Tchecoslováquia | Olimpiisky Indoor Arena, Moscou |
|             |                |         |                 |                                 |

| 07 de julho | União Soviética | 82 – 56 | Bulgária | Olimpiisky Indoor Arena, Moscou |
|             |                 |         |          |                                 |

## Quarta rodada
| 09 de julho | Iugoslávia | 65 – 61 | Tchecoslováquia | Olimpiisky Indoor Arena, Moscou |
|             |            |         |                 |                                 |

| 09 de julho | Estados Unidos | 77 – 72 | Bulgária | Olimpiisky Indoor Arena, Moscou |
|             |                |         |          |                                 |

| 09 de julho | União Soviética | 77 – 72 | Brasil | Olimpiisky Indoor Arena, Moscou |
|             |                 |         |        |                                 |

## Quinta rodada
| 10 de julho | Iugoslávia | 58 – 67 | Bulgária | Olimpiisky Indoor Arena, Moscou |
|             |            |         |          |                                 |

| 10 de julho | Brasil | 87 – 66 | Tchecoslováquia | Olimpiisky Indoor Arena, Moscou |
|             |        |         |                 |                                 |

| 10 de julho | União Soviética | 60 – 83 | Estados Unidos | Olimpiisky Indoor Arena, Moscou |
|             |                 |         |                |                                 |

## Classificação Final
|    | Seleções        |
| -- | --------------- |
|    | Estados Unidos  |
|    | União Soviética |
|    | Brasil          |
| 4. | Bulgária        |
| 5. | Iugoslávia      |
| 6. | Checoslováquia  |